# Lepanus glaber
Lepanus glaber är en skalbaggsart som beskrevs av Matthews 1974. Lepanus glaber ingår i släktet Lepanus och familjen bladhorningar. Inga underarter finns listade i Catalogue of Life.